# Saut à la perche masculin aux championnats du monde d'athlétisme 1983
Navigation
Rome 1987
L'épreuve de saut à la perche masculin des championnats du monde d'athlétisme de 1983 se déroule le 14 août 1983 dans le Stade olympique d'Helsinki, capitale de la Finlande, remportée par le champion soviétique ukrainien Sergueï Bubka.

## Résultats
En raison de fortes pluies torrentielles, aucun concours de qualifications n'a lieu en phase finale même, dans laquelle les vingt-sept athlètes engagés se retrouvent automatiquement.

### Finale
| Rang               | Athlète               | Pays                 | Essais | Essais | Essais | Essais | Essais | Essais | Essais | Marque | Notes |
| Rang               | Athlète               | Pays                 | 5.10m  | 5.25m  | 5.40m  | 5.50m  | 5.55m  | 5.60m  | 5.70m  | Marque | Notes |
| ------------------ | --------------------- | -------------------- | ------ | ------ | ------ | ------ | ------ | ------ | ------ | ------ | ----- |
| Médaille d'or      | Sergueï Bubka         | Union soviétique     |        |        |        |        |        |        |        | 5.70 m |       |
| Médaille d'argent  | Konstantin Volkov     | Union soviétique     |        |        |        |        |        |        |        | 5.60 m |       |
| Médaille de bronze | Atanas Tarev          | Bulgarie             |        |        |        |        |        |        |        | 5.60 m |       |
| 4                  | Tadeusz Ślusarski     | Pologne              |        |        |        |        |        |        |        | 5.55 m |       |
| 5                  | Tom Hintnaus          | Brésil               |        |        |        |        |        |        |        | 5.50 m | AR    |
| 6                  | Patrick Abada         | France               |        |        |        |        |        |        |        | 5.50 m |       |
| 7                  | Miro Zalar            | Suède                |        |        |        |        |        |        |        | 5.50 m |       |
| 8                  | Thierry Vigneron      | France               |        |        |        |        |        |        |        | 5.40 m |       |
| 8                  | Władysław Kozakiewicz | Pologne              |        |        |        |        |        |        |        | 5.40 m |       |
| 10                 | Felix Böhni           | Suisse               |        |        |        |        |        |        |        | 5.40 m |       |
| 10                 | Frantisek Jansa       | Tchécoslovaquie      |        |        |        |        |        |        |        | 5.40 m |       |
| 10                 | Vladimir Polyakov     | Union soviétique     |        |        |        |        |        |        |        | 5.40 m |       |
| 13                 | Jeff Buckingham       | États-Unis           |        |        |        |        |        |        |        | 5.40 m |       |
| 14                 | Veijo Vannesluoma     | Finlande             |        |        |        |        |        |        |        | 5.40 m |       |
| 15                 | Günther Lohre         | Allemagne de l'Ouest |        |        |        |        |        |        |        | 5.25 m |       |
| 15                 | Weiqiang Liang        | Chine                |        |        |        |        |        |        |        | 5.25 m |       |
| 17                 | Jürgen Winkler        | Allemagne de l'Ouest |        |        |        |        |        |        |        | 5.25 m |       |
| 18                 | Timo Kuusisto         | Finlande             |        |        |        |        |        |        |        | 5.25 m |       |
| 19                 | Tomomi Takahashi      | Japon                |        |        |        |        |        |        |        | 5.25 m |       |
| 20                 | Alberto Ruiz          | Espagne              |        |        |        |        |        |        |        | 5.10 m |       |
| —                  | Hermann Fehringer     | Autriche             |        |        |        |        |        |        |        | NM     |       |
| —                  | Ivo Yanchev           | Bulgarie             |        |        |        |        |        |        |        | NM     |       |
| —                  | Tapani Haapakoski     | Finlande             |        |        |        |        |        |        |        | NM     |       |
| —                  | Billy Olson           | États-Unis           |        |        |        |        |        |        |        | NM     |       |
| —                  | Pierre Quinon         | France               |        |        |        |        |        |        |        | NM     |       |
| —                  | Mike Tully            | États-Unis           |        |        |        |        |        |        |        | NM     |       |
| —                  | George Barber         | Canada               | 3x     |        |        |        |        |        |        | NM     |       |

## Légende
Records et Performances
- AR : Record continental (area record)
- CR : Record des championnats (championship record)
- MR : Record du meeting (meet record)
- NR : Record national (national record)
- OR : Record olympique (olympic record)
- PR : Record paralympique (paralympic record)
- PB : Record personnel (personal best)
- SB : Meilleure performance personnelle de la saison (season's best)
- WL : Meilleure performance mondiale de l'année (world leader)
- WJR : Record du monde junior (world junior record)
- WR : Record du monde (world record)

Circonstances et Conditions
- DNF : N'a pas terminé (did not finish)
- DNS : N'a pas pris le départ (did not start)
- DQ : Disqualification (disqualification)
- NM : Aucun essai valable enregistré (No Mark)
- Q : Qualifié « directement » au prochain tour (ou à la prochaine compétition), lors d'une compétition majeure, grâce au classement ou à la réalisation des minima (automatic qualifier)
- q : Qualifié au prochain tour (ou à la prochaine compétition), lors d'une compétition majeure, grâce au repêchage ou à la réalisation de l'une des meilleures performances parmi celles des « non qualifiés directement » (grâce au meilleur temps ou à la meilleure distance par exemple) (secondary qualifier)